# ماهیچه نعلی
ماهیچه نعلی یا عضله سولئوس (Soleus muscle) در زیر ماهیچه دوقلو قرار دارد و فقط در بخش خارجی ساق پا قابل لمس است و به پلانتارفلکشن پا کمک می‌کند.
ماهیچه نعلی در بالا به سطح پشتی استخوان‌های درشت‌نی و نازک‌نی چسبیده و بعد از پایین آمدن تاندون آن با تاندون عضله گاستروکنمیوس یکی شده و تاندون آشیل را به وجود میاورد. وظیفه این عضله پلانتارفلکشن پا است. عضله دوقلو در حرکت پلانتار فلکشن کم‌کار می‌شود و عضله نعلی بیشترین فشار را تحمل می‌کند و از این طریق می‌توان  این عضله را تقویت کرد.در فعالیت‌هایی مثل لی لی، دویدن، پریدن،ر قص روی پنجه این عضله به همراه عضله دوقلو بسیار اهمیت دارد. همچنین با تحت فشار قرار دادن وریدهای ساق، خون سیاهرگی را به سمت بالا و به طرف قلب پمپ می‌کند. 